# Petkovce
Petkovce jsou obec na Slovensku v okrese Vranov nad Topľou v Prešovském kraji na úpatí Slanských vrchů 17 km od města Vranov nad Topľou. Žije zde 135 obyvatel.
První písemná zmínka o obci je z roku 1363. V obci je řeckokatolický barokní Chrám svatých Kosmy a Damiána z 18. století.
Dne 5. srpna 2021 se obcí prohnalo tornádo a během několik desítek sekund trvajícího kontaktu se zemí zničilo několik domů, polámalo stromy a poškodilo elektrické vedení.